# Cardiopetalum
Cardiopetalum is een geslacht uit de familie Annonaceae. De soorten uit het geslacht komen voor in tropisch Zuid-Amerika.

## Soorten
- Cardiopetalum calophyllum Schltdl.
- Cardiopetalum plicatum N.A.Murray
- Cardiopetalum surinamense R.E.Fr.